# Yahya Jammeh
Pour les articles homonymes, voir Yahya.
Yahya Jammeh, né le 25 mai 1965 à Kanilai, est un officier et homme d'État gambien.
Arrivé à la tête du pays le 22 juillet 1994 par un coup d'État, il est président de la République à partir du 18 octobre 1996. Il mène un pouvoir autoritaire et proclame en 2015 l'islam comme religion d'État, la Gambie devenant une république islamique.
Battu à l'élection présidentielle de 2016, il refuse de céder le pouvoir, proclame l'état d'urgence et obtient la prolongation de trois mois de son mandat par l'Assemblée nationale. Néanmoins, devant la pression internationale, il quitte le pouvoir le 21 janvier 2017.

## Biographie

### Origines
Il naît le 25 mai 1965 dans une famille de paysans.

### Prise du pouvoir
Lieutenant de l'armée, il accède au pouvoir à la faveur d’un coup d’État le 22 juillet 1994, qui renverse Dawda Jawara qui dirigeait le pays depuis l'indépendance. Jammeh prend alors la tête d'un Conseil dirigeant provisoire des Forces armées qui est dissous le 28 septembre 1996. À cette date, il prend brièvement le titre de chef de l'État.

### Élections
Il fonde alors l'Alliance patriotique pour la réorientation et la construction. Élu une première fois dans un scrutin douteux le 29 septembre 1996, il est réélu dès le premier tour de l’élection présidentielle du 18 octobre 2001 avec près de 53 % des suffrages.
Il obtient sans difficulté un troisième mandat, le 22 septembre 2006 avec 67,33 % des voix contre 26,6 % à son principal opposant, l'avocat défenseur des droits de l'homme Ousainou Darboe. Selon la CEDEAO, le vote a été juste, mais les moyens de la campagne électorale inégaux[réf. nécessaire].
Il est encore réélu pour un quatrième mandat de cinq ans le 24 novembre 2011 en obtenant 71,5 % des voix, de nouveau devant Ousainou Darboe qui doit se contenter de 17,4 %, Hamat Bah, le troisième candidat réunissant quant à lui un peu plus de 11 %.
Avant les élections législatives de 2012, il menace d'« isoler » les régions où son parti ne remporterait pas le scrutin — menace qu'il avait prononcée et mise en application lors de précédentes élections.

### Un rapprochement avec les pays arabes
En mars 2014, il change la langue officielle de la Gambie de l'anglais à l'arabe. Cette décision est interprétée comme un futur rapprochement avec les pays arabes, avec à terme la possibilité de faire du pays une république islamique.
Le 30 décembre 2014, alors qu'il est en déplacement officiel à l'étranger, son régime est victime d'une tentative de coup d'État manquée, perpétrée par un ancien capitaine de l'armée gambienne, Lamine Sanneh.
Le 10 décembre 2015, malgré les dispositions constitutionnelles,, il déclare la Gambie république islamique.

### Défaite à l'élection présidentielle de 2016 et crise post-électorale
Pour des articles plus généraux, voir Élection présidentielle gambienne de 2016 et Intervention militaire en Gambie.
En novembre 2016, Yahya Jammeh annonce qu'il se présente à l'élection présidentielle pour un cinquième mandat successif. Il est cependant confronté à une opposition de plus en plus importante à l'intérieur de la Gambie, notamment dans les deux grandes villes du pays, la capitale politique Banjul et la capitale économique Serrekunda. Le 1er décembre, il est battu par son opposant Adama Barrow et reconnaît sa défaite dès le lendemain. Cependant, lors d'une allocution télévisée, une semaine après sa précédente déclaration, Jammeh conteste sa défaite et dénonce une erreur dans le comptage des voix par la Commission électorale indépendante. Le 20 décembre, alors à la tête de son pays depuis 22 ans, il annonce son intention de garder le pouvoir après le 18 janvier, date prévue de la fin de son mandat, estimant que « nul ne peut [le] priver de la victoire, à l'exception d'Allah le Tout-Puissant ». Il condamne la Communauté économique des États de l'Afrique de l'Ouest qui veut qu'Adama Barrow accède au pouvoir, conformément au choix des urnes.
Il refuse, lors de la médiation de la CÉDÉAO, de quitter le pouvoir, et propose que sa vice-présidente, Isatou Njie-Saidy, assure l'intérim jusqu'en mai 2017.
Le 17 janvier 2017, il instaure l'état d'urgence. Le 18 janvier, le Parlement prolonge son mandat de trois mois, jusqu'au 19 avril 2017. Le 19 janvier, Adama Barrow prête serment comme président de la République à l'ambassade de Gambie au Sénégal, tandis que des États d'Afrique de l'Ouest (Sénégal, Nigeria et Liberia) pressent Yahya Jammeh de lui céder le pouvoir. Devant le refus de ce dernier, l'armée sénégalaise pénètre alors en territoire gambien dans le courant de l'après-midi. Le soir même, le chef de l’armée gambienne, le général Ousman Badjie, déclare à des ressortissants occidentaux qu'il n'ordonnerait pas à ses hommes de résister en cas d'intervention des troupes africaines mandatées par la CÉDÉAO.
Selon Jean-Claude Marut, membre du laboratoire des Afriques dans le monde, le refus de Jammeh de quitter le pouvoir avant l'examen de son recours par la Cour suprême serait cependant juridiquement légal.
Le 20 janvier 2017, il accepte de quitter le pouvoir. Il part en exil le lendemain soir pour Conakry, avant de rejoindre la Guinée équatoriale. Il conserve cependant le droit de revenir en Gambie, ainsi que la propriété de ses biens, mais n'est pas amnistié. Il est par ailleurs soupçonné d'avoir dérobé 11 millions de dollars des caisses de l'État avant son départ.

### Après la présidence
Après son départ en exil en Guinée équatoriale, et alors qu'il est accusé de détournement de fonds en Gambie, il fait part de son intention de se lancer dans l'agriculture. La justice gambienne a gelé ses comptes bancaires.
En décembre 2017, une Commission vérité, réconciliation et réparations (en) (Truth, Reconciliation and Reparations Commission) est mise en place pour enquêter sur les crimes présumés du régime de Jammeh durant ses 22 ans de pouvoir, ainsi que durant une tentative de coup d’État antérieure à sa prise de pouvoir au début des années 1990. La TRRC enquête ainsi sur l'assassinat d'un ministre et de plusieurs militaires durant cette tentative de coup d’État ; sur des cas de tortures systématiques d'opposants et de journalistes, d'exécutions extra-judiciaires, de détentions arbitraires et de disparitions forcées, et en particulier sur l'assassinat du journaliste Deyda Hydara en 2004 et sur la mort en détention de l'opposant Solo Sandeg en 2016 ; et sur des viols que Jammeh aurait commis lui-même sur 3 Gambiennes. Le 26 juin 2019, la TRRC fait arrêter un ancien ministre de Jameh, Yankuba Touray, car il refusait de répondre aux questions sur les meurtres durant la tentative de putsch du début des années 1990. Au cours de l'année 2017, les membres du commando des Jugulars, les escadrons de la mort du régime de Jammeh, suspectés d'avoir tué Deyda Hydara sont identifiés au cours de l'enquête sur son assassinat, deux d'entre-eux sont arrêtés et deux sont en fuite ; le 22 juillet 2019, l'un des membres, le lieutenant Malick Jatta, reconnaît son implication et celle de la plupart des autres membres du commando dans le meurtre - précisant qu'il est l'un des trois militaires à avoir tiré sur Hydara - et accuse le président Jammeh d'avoir commandité l'assassinat.
En décembre 2018, les États-Unis annoncent l'interdiction faite à Yahya Jammeh d'entrer sur leur territoire, du fait de forts soupçons de corruption.
Un rapport publié en mai 2019 par une commission d’enquête créée par le président Barrow fait état d'un détournement de près d'un milliard de dollars par Jammeh pendant sa présidence.
Le 13 janvier 2020, il demande dans un enregistrement à rentrer au pays. Le 16 janvier, des milliers de ses partisans réclament son retour.
Yahya Jammeh et Adama Barrow scellent en septembre 2021 une alliance pour la présidentielle à venir.
Le 15 décembre 2024, la Communauté économique des États de l'Afrique de l'Ouest approuve, lors d’un sommet de chefs d'État, la création d’un tribunal spécial chargé de juger les crimes commis pendant la présidence de Yahya Jammeh entre 1994 et 2017.
Le 24 janvier 2025, depuis la Guinée-Équatoriale, Yahya Jammeh annonce son retour d'exil en Gambie et son intention de reprendre les rênes de son parti, l’Alliance patriotique pour la réorientation et la construction (APRC).
Le 11 mai 2025, les autorités gambienne saisis des biens appartenant à Yahya Jammeh, en les mettant en ventes ensuite, opération mené dans le cadres des indemnisations des victimes de Yahya Jammeh.

## Critiques

### Restrictions à la liberté de la presse
En 2002, le premier journal francophone de Gambie (L'Écho du baobab) voit le jour. Mais un seul exemplaire sort des presses et plusieurs des journalistes sont emprisonnés par la police secrète gambienne (la NIA), qui enferme également un journaliste congolais dans un cachot pendant deux semaines. Le rédacteur en chef, un Européen, est expulsé du pays et le journal est censuré.
Jammeh est classé comme un prédateur de la liberté de la presse par l'organisation Reporters sans frontières, depuis la promulgation de deux lois, en 2004 et 2005, restreignant cette liberté, ainsi que depuis l'assassinat (non élucidé) du journaliste Deyda Hydara, opposant à Jammeh, en décembre 2004. Il sera accusé, en juillet 2019, par un des membres du commando qui a tué Hydara d'avoir été le commanditaire de l'assassinat.

### Violations des droits de l'homme
Le 28 septembre 2009, Yahya Jammeh menace de mort les défenseurs des droits de l'homme, lors d'un entretien à la télévision d'État, accusant ceux qui aideraient ces derniers de vouloir « déstabiliser le pays ».
Alors qu'elle en était membre depuis 1965, la Gambie annonce le 2 octobre 2013 son retrait du Commonwealth, le pays refusant les injonctions du Royaume-Uni au sujet des droits de l'homme alors que le régime du président Jammeh se fait plus autoritaire.
En 2016, en réponse à la demande d'Amnesty International et de Ban Ki-moon, secrétaire général des Nations unies, que soit ouverte une enquête sur la mort de l'opposant politique Solo Sandeng, Yahya Jammeh déclare : « Ban Ki-moon et Amnesty International peuvent aller en enfer ! Qui sont-ils pour exiger cela ? […] Où est le problème ? Des gens qui meurent en détention ou pendant un interrogatoire, c’est très commun. Personne ne me dira que faire dans mon pays ».

### Connaissances médicales et académiques
En janvier 2007, Yahya Jammeh déclare qu'il peut traiter le sida et l'asthme à base d'herbes médicinales,. Puis, le 20 août suivant, pendant une émission d'informations diffusée par l'agence de presse contrôlée par l'État, Jammeh prétend également qu'il a développé un remède (toujours à base de plantes) pour soigner l'hypertension artérielle pouvant guérir la maladie avec une seule dose. Il justifie ses assertions en présentant plusieurs déclarations de certains de ses ministres qui affirment avoir été guéris grâce à ce médicament. Yahya Jammeh a obtenu le baccalauréat. Pourtant, il se présente comme « Professeur El Hadj Docteur Yahya Abdul-Aziz Jemus Junkung Nasiru Den Jammeh ».
Quelque 9 000 personnes séropositives sont contraintes de participer au « programme de traitement alternatif présidentiel ». Durant ce traitement, aucun médicament conventionnel n'est autorisé et les malades sont séquestrés. Les experts internationaux expriment en vain leur scepticisme et leur indignation. Le nombre de personnes décédées lors de la mise en œuvre de ce traitement n'est pas dévoilé,.

### Opinion sur l'homosexualité
Le 15 mai 2008, Yahya Jammeh exige que tous les homosexuels quittent le pays. Il ajoute dans son discours que ceux qui protégeaient les homosexuels s'exposeront à des « conséquences terribles ». Le 17 mai 2015, il dit vouloir égorger tous les homosexuels qui souhaiteraient se marier.

### Peine de mort
Bien que la peine de mort reste légale, il n'y avait pas eu d'exécutions en Gambie depuis 1985. En août 2012, Jammeh annonce qu'il souhaite « vider » les couloirs de la mort de leurs occupants, et neuf prisonniers sont exécutés en septembre. Selon Amnesty International, les exécutés sont pour la plupart des prisonniers politiques.
Cette reprise des exécutions est condamnée notamment par l'Union africaine ; le Bénin, qui assure la présidence tournante de l'Union, dépêche son ministre des Affaires étrangères pour « avertir M. Jammeh de ne procéder à aucune autre exécution ». Le président prononce alors un moratoire, indiquant toutefois que celui-ci serait levé si le taux de crimes violents dans le pays augmentait,.
Le média The Fatu's Network rapporte[Quand ?] qu'une poignée de familles de victimes continuent de dénoncer le laxisme du pouvoir central sur l'éclaircissement des enquêtes[Lesquelles ?][réf. nécessaire].

## Vie privée
Son épouse, Zeinab Suma Jammeh, est née de mère marocaine et de père guinéen.
Sa mère meurt le 28 juillet 2018 en Guinée équatoriale.